# Libethroidea
Libethroidea is een geslacht van Phasmatodea uit de familie Diapheromeridae. De wetenschappelijke naam van dit geslacht is voor het eerst geldig gepubliceerd in 1919 door Hebard.

## Soorten
Het geslacht Libethroidea omvat de volgende soorten:
- Libethroidea acuta Conle, Hennemann & Gutiérrez, 2011
- Libethroidea inusitata Hebard, 1919
- Libethroidea nodosa (Giglio-Tos, 1898)
- Libethroidea palea (Giglio-Tos, 1898)
- Libethroidea sarmenta (Giglio-Tos, 1898)
- Libethroidea tenuis Conle, Hennemann & Gutiérrez, 2011